# Anna Hill Johnstone
Pour les articles homonymes, voir Johnstone.
Anna Hill Johnstone est une costumière américaine, née le 7 avril 1913 à Greenville (Caroline du Sud), morte le 16 octobre 1992 à Lenox (Massachusetts).

## Biographie
Au théâtre, Anna Hill Johnstone débute à Broadway (New York) en 1939, comme assistante d'Irene Sharaff, sur la pièce The American Way de George S. Kaufman et Moss Hart, avec Fredric March et Florence Eldridge. Là, son avant-dernière contribution comme assistante costumière (de Lucinda Ballard) est pour la comédie musicale de Jerome Kern Show Boat (reprise de 1946-1947).
Parmi les productions à Broadway auxquelles elle collabore comme costumière à part entière (l'ultime en 1967), mentionnons la tragédie musicale Lost in the Stars de Kurt Weill (1949-1950, avec Leslie Banks et Todd Duncan), Thé et Sympathie (en) de Robert Anderson (1953-1955, avec Deborah Kerr et Leif Erickson) et Doux oiseau de jeunesse (en) de Tennessee Williams (1959-1960, avec Sidney Blackmer, Paul Newman et Geraldine Page), ces deux dernières mises en scène par Elia Kazan.
Au cinéma, elle est d'abord assistante costumière (de Lucinda Ballard) sur Le Portrait de Jennie de William Dieterle (1948, avec Jennifer Jones et Joseph Cotten). Son premier film comme costumière est Sur les quais (1954, avec Marlon Brando et Eva Marie Saint), réalisé par Elia Kazan. Elle le retrouve sur sept autres films, jusqu'à Le Dernier Nabab (1976, avec Robert De Niro et Tony Curtis), en passant notamment par La Fièvre dans le sang (1961, avec Natalie Wood et Warren Beatty).
Le réalisateur qu'elle croise le plus est Sidney Lumet, à l'occasion de treize films, dont Point limite (1964, avec Dan O'Herlihy et Walter Matthau), Serpico (1973, avec Al Pacino et John Randolph) et Le Verdict (1982, avec Paul Newman et Charlotte Rampling).
Parmi sa cinquantaine de films américains, citons encore Le Parrain de Francis Ford Coppola (1972, avec Marlon Brando et Al Pacino) et Ragtime de Miloš Forman (1981, avec James Cagney et Mary Steenburgen), qui lui valent chacun une nomination à l'Oscar de la meilleure création de costumes — qu'elle ne gagne pas —.
Le dernier film d'Anna Hill Johnstone est Autant en emporte Fletch ! de Michael Ritchie (avec Chevy Chase et Hal Holbrook), sorti en 1989.
Signalons également sa contribution, pour la télévision, à deux téléfilms (1964-1967) et une série (1966).

## Théâtre à Broadway (intégrale)
(pièces, sauf mention contraire)

### Assistante costumière
- 1939 : The American Way de Moss Hart et George S. Kaufman, mise en scène de ce dernier
- 1940-1941 : Louisiana Purchase, comédie musicale, musique et lyrics d'Irving Berlin, livret de Morrie Ryskind
- 1942-1943 : Strip for Action d'Howard Lindsay et Russel Crouse, mise en scène de Bretaigne Windust
- 1944-1946 : I Remember Mama de John Van Druten, production de Richard Rodgers et Oscar Hammerstein II
- 1946-1947 : Show Boat, comédie musicale, musique de Jerome Kern, lyrics et livret d'Oscar Hammerstein II
- 1948-1949 : Love Life, comédie musicale, musique, arrangement et orchestrations de Kurt Weill, lyrics et livret d'Alan Jay Lerner, mise en scène d'Elia Kazan, chorégraphie de Michael Kidd

### Costumière
- 1946-1947 : Temper the Wind d'Edward Mabley et Leonard Mins
- 1947-1948 : For Love or Money de F. Hugh Herbert
- 1949-1950 : Lost in the Stars, tragédie musicale, musique, arrangements et orchestrations de Kurt Weill, lyrics et livret de Maxwell Anderson (d'après le roman Pleure, ô pays bien-aimé d'Alan Paton), mise en scène de Rouben Mamoulian
- 1950 : Curious Savage de John Patrick, mise en scène de Peter Glenville
- 1950-1951 : The Country Girl de (et mise en scène par) Clifford Odets
- 1950-1951 : Bell, Book and Candle de (et mise en scène par) John Van Druten
- 1951 : The Autumn Garden de Lillian Hellman
- 1952 : Flight Into Egypt de George Tabori, mise en scène d'Elia Kazan
- 1952-1953 : Les Innocentes (The Children's Hour) de (et mise en scène par) Lillian Hellman
- 1953-1955 : Thé et Sympathie (Tea and Sympathy) de Robert Anderson, mise en scène d'Elia Kazan
- 1954 : All Summer Long de Robert Anderson, mise en scène d'Alan Schneider
- 1954-1955 : Le Tendre Piège (The Tender Trap) de Max Shulman et Robert Paul Smith, mise en scène de Michael Gordon
- 1957 : The Hidden River de Ruth et Augustus Goetz
- 1957 : The Sin of Pat Muldoon de John McLiam
- 1957 : The Egghead de Molly Kazan, mise en scène de Hume Cronyn
- 1958 : The Man in the Dog Suit d'Albert Beich et William H. Wright, mise en scène de Ralph Nelson
- 1958-1959 : Whoop-Up, comédie musicale, musique de Moose Charlap, lyrics de Norman Gimbel, livret de Cy Feuer, Ernest H. Martin et Dan Cushman
- 1959 : Histoire de nuit (Bedtime Story) et Paiement à vue (A Pound on Demand) de Seán O'Casey, mise en scène de Hume Cronyn
- 1959 : Portrait d'une madone (Portrait of Madonna) de Tennessee Williams, mise en scène de Hume Cronyn
- 1959 : Les Méfaits du tabac (Some Comments on the Harmful Effects of Tobacco) d'Anton Tchekhov, mise en scène de Hume Cronyn
- 1959-1960 : Doux oiseau de jeunesse (Sweet Bird of Youth) de Tennessee Williams, mise en scène d'Elia Kazan, musique de scène de Paul Bowles
- 1960 : One More River de Beverley Cross
- 1964 : But for Whom Charlie de S. N. Behrman, mise en scène d'Elia Kazan
- 1964-1965 : Après la chute (After the Fall) d'Arthur Miller, mise en scène d'Elia Kazan
- 1966 : L'Instruction (The Investigation) de Peter Weiss, adaptation de Jon Swan et Ulu Grosbard, mise en scène de ce dernier
- 1967 : A Warm Body de Lonnie Coleman

## Filmographie
(costumière, sauf mention contraire)

### Cinéma (sélection)
- 1948 : Le Portrait de Jennie (Portrait of Jennie) de William Dieterle (assistante costumière)
- 1954 : Sur les quais (On the Waterfront) d'Elia Kazan
- 1955 : À l'est d'Éden (East of Eden) d'Elia Kazan
- 1956 : Baby Doll d'Elia Kazan
- 1957 : L'Homme qui tua la peur (Edge of the City) de Martin Ritt
- 1957 : Un homme dans la foule (A Face in the Crowd) d'Elia Kazan
- 1959 : Le Coup de l'escalier (Odds Against Tomorrow) de Robert Wise
- 1960 : Le Fleuve sauvage (Wild River) d'Elia Kazan
- 1961 : La Fièvre dans le sang (Splendor in the Grass) d'Elia Kazan
- 1962 : David et Lisa (David and Lisa) de Frank Perry
- 1963 : America, America d'Elia Kazan
- 1964 : Le Prêteur sur gages (The Pawnbroker) de Sidney Lumet
- 1964 : Point limite (Fail-Safe) de Sidney Lumet
- 1966 : Le Groupe (The Group) de Sidney Lumet
- 1968 : Le Plongeon (The Swimmer) de Frank Perry
- 1968 : The Subject Was Roses d'Ulu Grosbard
- 1969 : Alice's Restaurant d'Arthur Penn
- 1970 : Le Reptile (There Was a Crooked Man) de Joseph L. Mankiewicz
- 1970 : Le Casse de l'oncle Tom (Cotton Comes to Harlem) d'Ossie Davis
- 1971 : Qui est Harry Kellerman ? (Who Is Harry Kellerman and Why Is He Saying Those Terrible Things About Me?) d'Ulu Grosbard
- 1972 : Tombe les filles et tais-toi (Play It Again, Sam) d'Herbert Ross
- 1972 : Le Parrain (The Godfather) de Francis Ford Coppola
- 1972 : De l'influence des rayons gamma sur le comportement des marguerites (The Effect of Gamma Rays on Man-in-the-Moon Marigolds) de Paul Newman
- 1973 : Serpico de Sidney Lumet
- 1974 : Les Pirates du métro (The Taking of Pelham One Two Three) de Joseph Sargent
- 1975 : Rapport confidentiel (Report to the Commissioner) de Milton Katselas
- 1975 : Un après-midi de chien (Dog Day Afternoon) de Sidney Lumet
- 1975 : Les Femmes de Stepford (The Stepford Wives) de Bryan Forbes
- 1976 : Le Dernier Nabab (The Last Tycoon) d'Elia Kazan
- 1978 : The Wiz de Sidney Lumet
- 1978 : Le Roi des gitans (King of the Gypsies) de Frank Pierson
- 1979 : Going in Style de Martin Brest
- 1981 : Le Prince de New York (Prince of the City) de Sidney Lumet
- 1981 : Ragtime de Miloš Forman
- 1982 : Le Verdict (The Verdict) de Sidney Lumet
- 1984 : À la recherche de Garbo (Garbo Talks) de Sidney Lumet
- 1986 : Les Coulisses du pouvoir (Power) de Sidney Lumet
- 1988 : À bout de course (Running on Empty) de Sidney Lumet
- 1989 : Autant en emporte Fletch ! (Fletch Lives) de Michael Ritchie

### Télévision (intégrale)
- 1964 : A Carol for Another Christmas, téléfilm de Joseph L. Mankiewicz
- 1966 : Série ABC Stage 67, saison unique, épisode 14 A Christmas Memory de Frank Perry
- 1967 : The Thanksgiving Memory, téléfilm de Frank Perry

## Distinctions (sélection)
- Deux nominations à l'Oscar de la meilleure création de costumes :
  - En 1973, pour Le Parrain ;
  - Et en 1982, pour Ragtime.
- Une nomination au British Academy Film Award des meilleurs costumes :
  - En 1973, pour Le Parrain.